# Xã Edmunds, Quận Stutsman, Bắc Dakota
Xã Edmunds (tiếng Anh: Edmunds Township) là một xã thuộc quận Stutsman, tiểu bang Bắc Dakota, Hoa Kỳ. Năm 2010, dân số của xã này là 35 người.